# 愛なんていらねえよ、夏
『愛なんていらねえよ、夏』（あいなんていらねえよ、なつ）は、TBS系列の金曜ドラマ枠（毎週金曜日22:00 - 22:54、JST）で2002年7月12日から9月13日まで放送された日本のテレビドラマ。主演は渡部篤郎。略称は「愛夏」「いら夏」。
愛を信じない救われない男女が出会い、次第に愛の存在に気づいていく物語。目に見えない「愛」という存在を、どこまで信じられるかというテーマも含んでいる。

## ストーリー
歌舞伎町でホストをやっていたレイジは、客の女性が犯した横領に関わっているとして警察に逮捕される。半年後出所したレイジに待っていたものは、7億3,000万という多額の借金と仲間の裏切り。借金を返すことが出来なければ、レイジは死ぬことになる。途方にくれるレイジの前に真壁恭一と名乗る弁護士が現れる。鎌倉に豪邸を構える令嬢・鷹園亜子の、生き別れた兄を探してやって来たのであった。レイジは彼女の財産で借金を返済しようと企み、亜子の兄として鷹園家に乗り込む。女性をだますことを仕事にしてきたようなレイジにとって、小娘一人を丸め込むなどたやすいことに思えたが、そこにいたのは心をかたくなに閉ざした盲目の少女だった。

## キャスト
- 白鳥レイジ - 渡部篤郎

ホストクラブを4軒経営し、歌舞伎町の風雲児と呼ばれていた。
- 鷹園亜子 - 広末涼子

大富豪の娘。盲目で白杖をついている。母、兄とは17年前に生き別れている。父からは愛情を受けずに育った。
- 芥川奈留 - 藤原竜也

レイジの店で働くNo. 1ホスト。
- 五十嵐彰 - 鈴木一真
- 中田咲子 - 坂口良子

鷹園家の家政婦。
- ウエダタクロー - 森本レオ

地獄の借金回収人。レイジの借金を回収しにくる。
- 一条晴男 - ゴルゴ松本

借金回収人。ウエダと共に行動している。
- 真壁恭一 - 半海一晃

弁護士。亜子の兄を探している。
- 白井礼慈 (源氏名 タメゴロー) - 荒川良々

レイジに拾ってもらったホスト見習い。亜子の生き別れた兄。レイジが逮捕された直後、交通事故に遭い後に死亡する。
- 名波季理子 - 西山繭子
- 伊藤楓 - 松尾玲央
- 永岡ミエ - 黒川智花
- 永岡明良 - 野沢“毛ガニ”秀行

喫茶店のマスター。
- 須之内あさみ - 石田えり
- 今野（医師） - 大高洋夫
- 和田貴代美 - 青田典子

自称社長夫人でレイジの太客。しかし実態は会社の金を横領している信用金庫職員。

## 影響
視聴率は当時としては低水準に留まり、プロデューサーの植田博樹とチーフ演出の堤幸彦はこれを「敗北」として、今後自分たちの企画が通らなくなるのではないかという危機感に苛まれたという。これをきっかけに両人は『ケイゾク』のパート2を企画し、それが後に『SPEC〜警視庁公安部公安第五課 未詳事件特別対策係事件簿〜』に繋がっている。

## スタッフ
- プロデュース - 植田博樹
- 脚本 - 龍居由佳里
- 演出 - 堤幸彦、今井夏木、松原浩
- 音楽 - 見岳章、武内享
- 主題歌 - 池田綾子「Life」

## 受賞
- 第34回ザテレビジョンドラマアカデミー賞[3]
  - 脚本賞（龍居由佳里）
  - 監督賞（堤幸彦､松原浩､今井夏木）

## 放送日程
| 話数                                                      | 放送回     | 放送日  | サブタイトル                                        | 演出     | 視聴率 |
| --------------------------------------------------------- | ---------- | ------- | --------------------------------------------------- | -------- | ------ |
| 1                                                         | LAST10     | 7月12日 | 「盲目の令嬢 -money, money, money-｣                 | 堤幸彦   | 11.1%  |
| 2                                                         | LAST 9     | 7月19日 | 「7億3000万の殺意 -kill me, with love-」            | 堤幸彦   | 09.0%  |
| 3                                                         | LAST 8     | 7月26日 | 「愛を拾いし夜 -I believe you-｣                     | 今井夏木 | 08.1%  |
| 4                                                         | LAST 7     | 8月02日 | 「最高のプレゼント -Happy Birthday-」               | 松原浩   | 08.8%  |
| 5                                                         | LAST 6     | 8月09日 | 「優しすぎる嘘 -only truth! I want-」               | 松原浩   | 04.2%  |
| 6                                                         | LAST 5     | 8月16日 | 「最後の夏休み -memory of a firefly-」              | 堤幸彦   | 07.1%  |
| 7                                                         | LAST 4     | 8月23日 | 「おまえを絶対守る!! -Weddingdress for death-」     | 今井夏木 | 06.3%  |
| 8                                                         | LAST 3     | 8月30日 | 「最後の晩餐 -Farewell to illusions of happiness-」 | 今井夏木 | 08.2%  |
| 9                                                         | LAST 2     | 9月06日 | 「想い出の一夜 -I want to die in your arms-」       | 堤幸彦   | 05.6%  |
| 10                                                        | THE LAST 1 | 9月13日 | 「光の差す方へ -Autumn has come-」                  | 堤幸彦   | 08.9%  |
| 平均視聴率 7.8%（視聴率は関東地区・ビデオリサーチ社調べ） |            |         |                                                     |          |        |

## 関連商品
- ビジュアル
  - ビデオ『愛なんていらねえよ、夏 1〜5』（ポニーキャニオン）
  - DVD『愛なんていらねえよ、夏 1〜5』『愛なんていらねえよ、夏　BOXセット』（ポニーキャニオン）
- 音楽CD
  - 池田綾子「Life」（ユニバーサル・ミュージック）
- 書籍
  - 龍居由佳里『愛なんていらねえよ、夏』（角川書店）

## リメイク
2006年に韓国で『愛なんていらない』のタイトルで ムン・グニョン主演の映画版リメイクが公開。2013年に同じく韓国で『その冬、風が吹く』のタイトルでソン・ヘギョ、チョ・インソン主演のリメイクドラマがテレビ放送された。2021年にトルコの制作会社DD Reklam Film Ticaret A.S.（DD Reklam Film）とTBSがリメイクオプション契約を締結。これはTBSにとって初のトルコでの契約となる。